# Владиславівська сільська рада (Млинівський район)
Владисла́вівська сільська́ ра́да — колишній орган місцевого самоврядування у Млинівському районі Рівненської області. Адміністративний центр — село Владиславівка.

## Загальні відомості
- Владиславівська сільська рада утворена в 1856 році.
- Територія ради: 47,69 км²
- Населення ради: 1 533 особи (станом на 2001 рік)

## Населені пункти
Сільській раді були підпорядковані населені пункти:
- с. Владиславівка
- с. Гончариха
- с. Іванівка
- с. Косареве
- с. Новоселівка
- с. Улянівка

## Склад ради
Рада складалася з 16 депутатів та голови.
- Голова ради: Луцюк Олександр Васильович
- Секретар ради: Улянюк Антоніна Петрівна

### Керівний склад попередніх скликань
| Прізвище, ім'я, по батькові | Основні відомості                                                         | Дата обрання | Дата звільнення |
| --------------------------- | ------------------------------------------------------------------------- | ------------ | --------------- |
| Луцюк Олександр Васильович  | Сільський голова, 1955 року народження, освіта вища, член Народної партії | 26.03.2006   | 31.10.2010      |
| Луцюк Олександр Васильович  | Сільський голова, 1955 року народження, освіта вища, член Народної партії | 31.10.2010   |                 |
| Коваль Людмила Василівна    | Сільський голова                                                          |              |                 |

Примітка: таблиця складена за даними сайту Верховної Ради України